# Tangba Corona
Tangba Corona est une corona, formation géologique en forme de couronne, située sur la planète Vénus par -47° S et 258° E. Elle est localisée dans le quadrangle d'Helen Planitia. Elle a été nommée en référence à Tangba, déesse Lobi (Burkina Faso) de la Terre. 

## Géographie et géologie
Tangba Corona couvre une surface circulaire d'environ 200 km de diamètre. 